# Gomaringen
Gomaringen település Németországban, azon belül Baden-Württembergben. Lakosainak száma 9274 fő (2023. december 31.). Gomaringen Tübingen, Dußlingen, Nehren, Mössingen és Kusterdingen községekkel határos.

## Népesség
A település népessége az elmúlt években az alábbi módon változott:
| Lakosok száma | 6304 | 8967 | 9001 | 9163 | 9252 | 9274 |
|               | 1975 | 2017 | 2019 | 2021 | 2022 | 2023 |